# Eugene Quilban
Eugene Quilban (Ciudad Quezon, 25 de marzo de 1966-Ciudad Quezon, 17 de agosto de 2024) fue un baloncestista filipino que jugó en la posición de base.

## Equipos
| Periodo   | Club                                                    |
| --------- | ------------------------------------------------------- |
| 1991      | Alaska Milkmen                                          |
| 1992-1996 | 7-Up Uncolas / Pepsi Mega Bottlers / Mobiline Cellulars |
| 1997      | Pop Cola Bottlers                                       |
| 1998      | Davao Eagles                                            |
| 1999      | Sta. Lucia Realtors                                     |
| 2000      | Cagayan de Oro                                          |
| 2001-2002 | Cebu Gems                                               |

## Enfermedad y muerte
Quilban fue diagnosticado con cáncer pancreático en 2023. Falleció a causa de la enfermedad en el Philippine Heart Center en Quezon City el 17 de agosto de 2024 a los 58 años.

## Logros

### Club
- National Collegiate Athletic Association Filipinas (2): 1988, 1989.[2]

### Individual
- Rookie del Año de la PBA en 1991.

### Récords
- Más asistencias en un partido de la PBA (28 en 1992),[2] récord superado en 2022.[4]